# Cultus (geslacht)
Cultus is een geslacht van steenvliegen uit de familie Perlodidae. De wetenschappelijke naam van het geslacht is voor het eerst geldig gepubliceerd in 1952 door Ricker.

## Soorten
Cultus omvat de volgende soorten:
- Cultus aestivalis (Needham & Claassen, 1925)
- Cultus decisus (Walker, 1852)
- Cultus pilatus (Frison, 1942)
- Cultus tostonus (Ricker, 1952)
- Cultus verticalis (Banks, 1920)